# کارمزدها (فیلم)
کارمزدها ❨آزادکاران❩ (انگلیسی: Freelancers) فیلمی در ژانر درام و جنایی است که در سال ۲۰۱۲ منتشر شد.

## خلاصه داستان
یوناس مالدونادو، پسر یک افسر کشته شده پلیس نیویورک، به همراه دو دوست صمیمی‌اش وارد آکادمی پلیس می‌شود. پس از فارغ‌التحصیلی، جو سارکون - همکار سابق پدرش که حالا کاپیتان شده - از او حمایت می‌کند و او را به تیم ویژه مبارزه با جرایم خیابانی دعوت می‌کند. اما این تیم در واقع متشکل از پلیس‌های فاسد است.
وقتی مالدونادو از دادستانی می‌فهمد که پدرش پس از همکاری با مقامات قضایی توسط سارکون به قتل رسیده، او را به دزدی از گابریل بائز، گانگستر قدرتمند، متهم می‌کند. بائز از مالدونادو می‌خواهد برای اثبات وفاداری‌اش یکی از دوستانش را بکشد، کاری که او با بی‌میلی انجام می‌دهد. سپس با کمک بائز، پلیس‌های فاسد مسئول مرگ پدرش را از بین می‌برد.
در پایان، مأموران اداره مبارزه با مواد مخدر به سراغ مالدونادو می‌آیند و به او هشدار می‌دهند که جای سارکون را به عنوان دست راست بائز نگیرد. حالا مالدونادو باید تصمیم بگیرد: آیا راه درست را انتخاب کند یا نه؟

## بازیگران
- فیفتی سنت
- فارست ویتاکر
- رابرت دنیرو
- دانا دلانی
- بئو گرت
- مت آلفردا
- مالکوم گودوین
- پدرو آرماندریاز جونیور
- رابرت ویسدم
- وینی جونز